# Buitengorzen
De Buitengorzen vormt een langgerekt natuurgebied langs de Noord-Brabantse oever van het Hollandsch Diep, gelegen tussen Klundert en Willemstad.
Het gebied heeft een omvang van 208 ha en is eigendom van Staatsbosbeheer.
De Buitengorzen bestaan uit buitendijkse gronden. Deels betreft het weilanden en deels natte ruigten, rietvelden en verwaarloosde grienden.
In de grienden en de ruigten komt een rijke plantengroei voor. Enkele soorten zijn: poelruit, dotterbloem, groot springzaad, bittere veldkers en heemst. De grote karekiet, kleine karekiet, bosrietzanger, rietzanger en rietgors broeden er. De grauwe gans, kolgans, kievit en goudplevier komen er foerageren.